# Станиславская волость
Станиславская волость — административно-территориальная единица Херсонского уезда Херсонской губернии.
По состоянию на 1886 состояла из 3 поселений, 2 сельских общин. Население 5709 человек (2891 человек мужского пола и 2818 женского), 916 дворовых хозяйств.
|                        | Площадь, десятин | В том числе пахотной, дес. |
| ---------------------- | ---------------- | -------------------------- |
| Сельских общин         | 17 868           | 12 534                     |
| Казённой собственности | -                | -                          |
| Другой собственности   | 600              | 579                        |
| Всего                  | 18 468           | 13 113                     |

Поселения волости:
- Станислав — село при Днепровском лимане за 38 вёрст, 3131 человек, 510 дворов, церковь православная, школа, 11 лавок, земская станция, ярмарка 14 сентября, 3 винных погреба, торжёк, базар по воскресеньям и праздничным дням. За 4, 7 и 11 вёрст — рыбный завод, за 9 вёерст — 2 рыбных завода.
- Царево-Дар — село, 1368 человек, 143 двора, молитвенный дом, школа, 2 лавки.
- Широкая Балка — село при Днепровском лимане, 1210 человек, 263 двора, молитвенный дом, школа, 5 лавок, 2 рыбных завода, винный погреб.